# Primnoidae
Die Primnoidae sind eine Familie der Achtstrahligen Korallen (Octocorallia), die in allen Weltmeeren sowohl in flachen Bereichen als auch in und größeren Tiefen vorkommt.

## Merkmale
Wie fast alle Oktokorallen bilden die Arten der Familie Primnoidae Kolonien, die aus vielen Einzelpolypen bestehen. Die Kolonien stehen aufrecht, sind auf unterschiedliche Weise verzweigt oder unverzweigt und normalerweise durch eine scheibenförmige, kalkhaltige Verbindung fest mit dem Untergrund verbunden. Sie besitzen eine Skelettachse aus festem (nicht skleritischem) Calciumcarbonat. Nur die Gattung Mirostenella hat eine flexible Skelettachse. Der Querschnitt der Skelettachse zeigt wellenförmige, konzentrische Schichten aus verkalktem Material, die in das hornartige Gorgonin eingebettet sind und aus einem longitudinalen (nicht radialen) Verkalkungsmuster resultieren. Die äußere Oberfläche der Skelettachse ist in der Regel in Längsrichtung gerillt. Die durch schuppenartig angeordneten Kalkschuppen stark gepanzerten Polypen sind monomorph und können sich nicht in die Polypenkelche zurückziehen. Jeder Polypenkelch hat acht dreieckige Deckelschuppen, die einen verschließbaren Deckel bilden, eine variable Anzahl (in der Regel acht) Randschuppen und eine variable Anzahl (oft acht) von Reihen längs verlaufender Körperwandschuppen. Im Coenenchym sind die Sklerite überwiegend schuppenförmig, einige Gattungen haben eine innere Schicht aus sphäroidförmigen mit Tuberkeln besetzten Skleriten, die die Wände der Längskanäle bilden. Alle Arten der Primnoidae leben nicht mit Zooxanthellen in Endosymbiose und sind ausschließlich auf planktonische Nahrung angewiesen.

## Gattungen
Mit fast 50 Gattungen sind die Primnoidae die gattungsreichste Familie der Oktokorallen:
- Abyssoprimnoa Cairns, 2015
- Acanthoprimnoa Cairns & Bayer, 2004
- Aglaoprimnoa Bayer, 1996
- Ainigmaptilon Dean, 1926
- Armadillogorgia Bayer, 1980

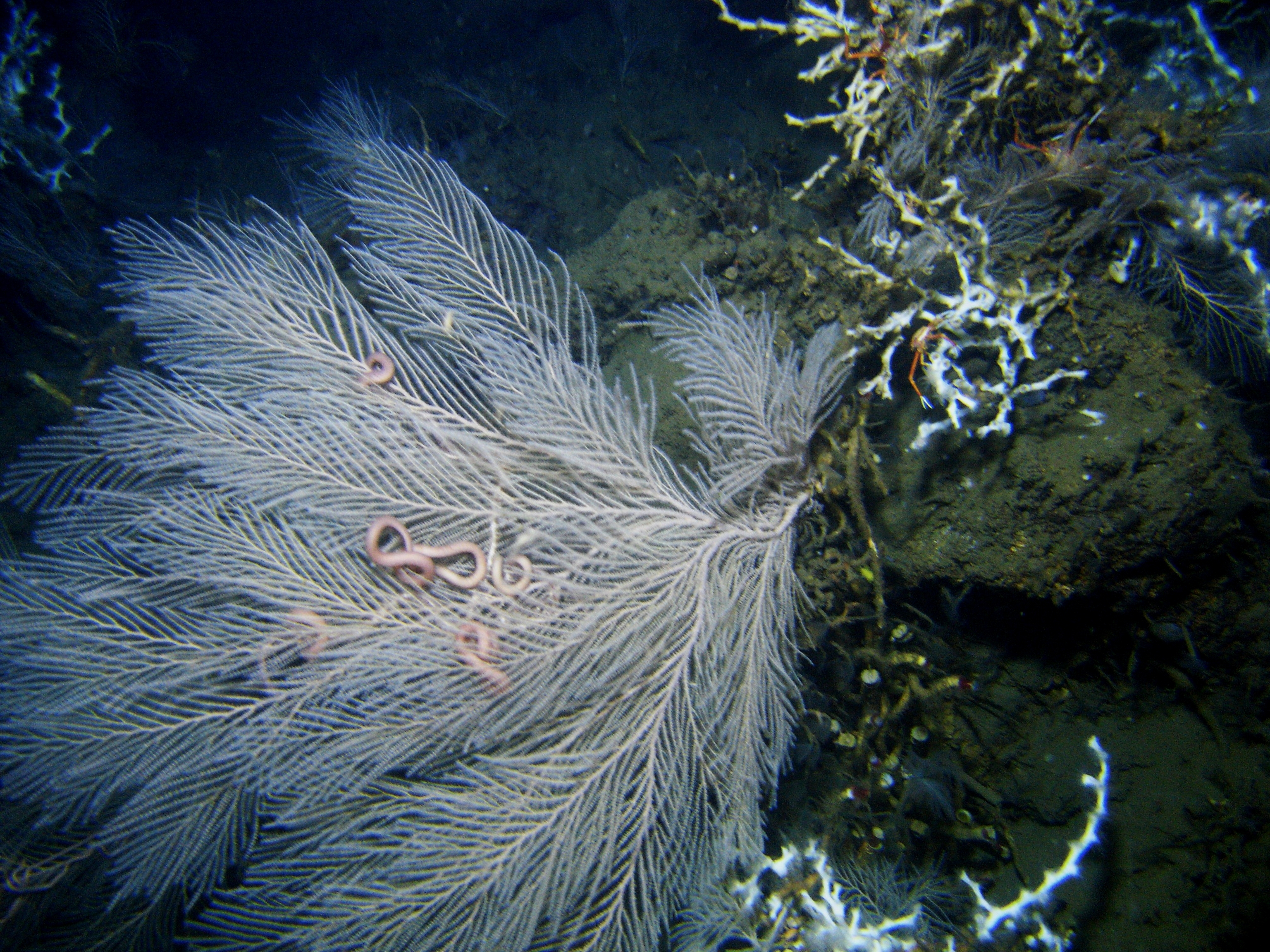
Callogorgia americana

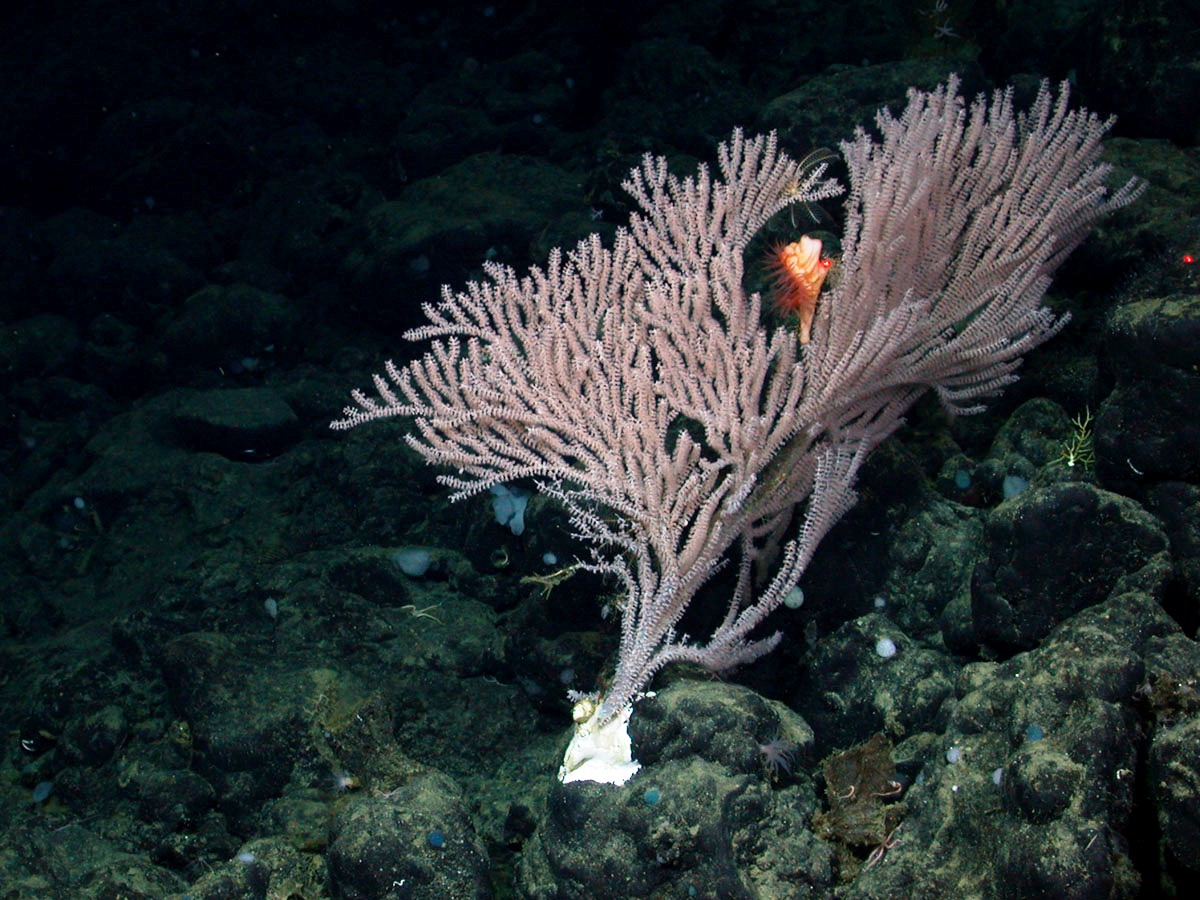
Calyptrophora bayeri

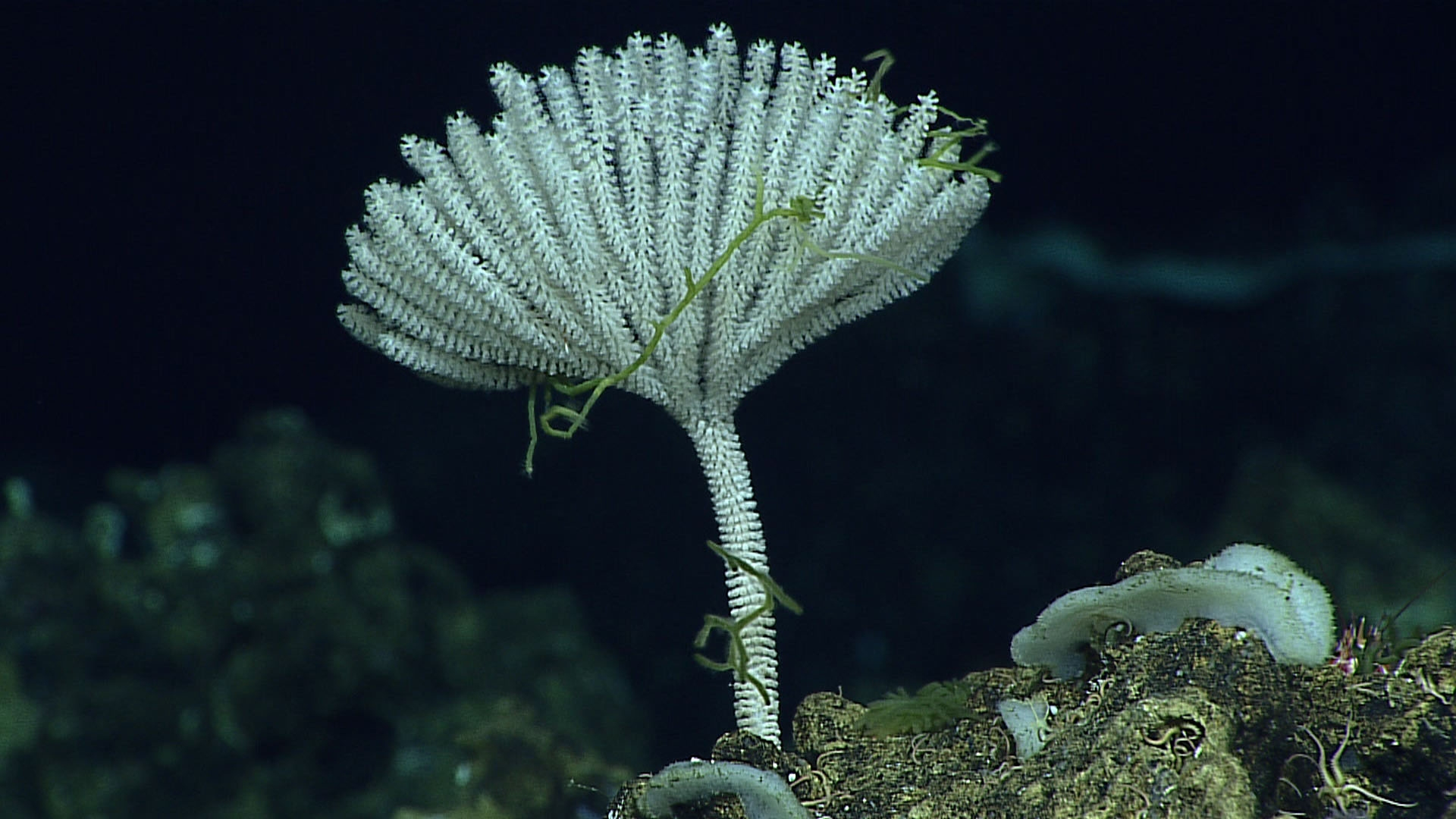
Narella sp.

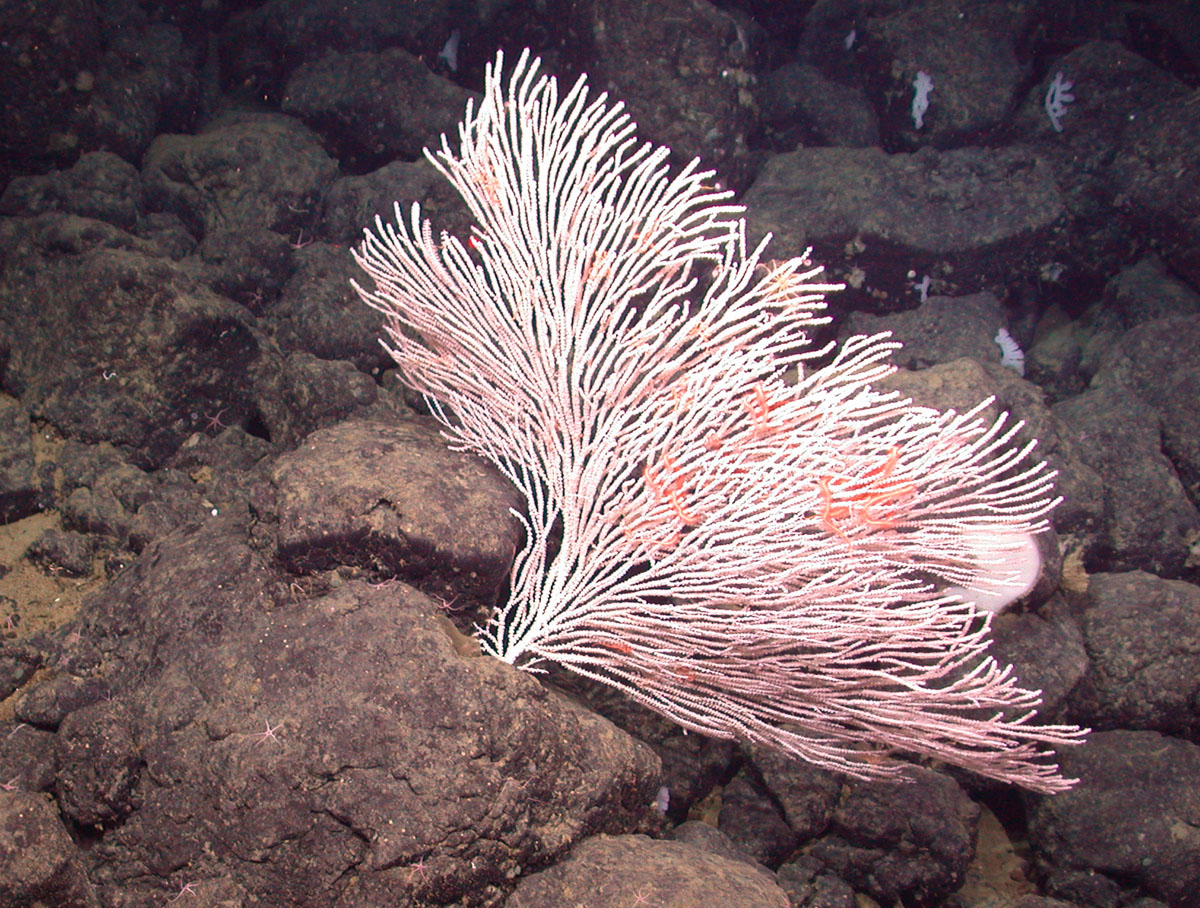
Parastenella sp.

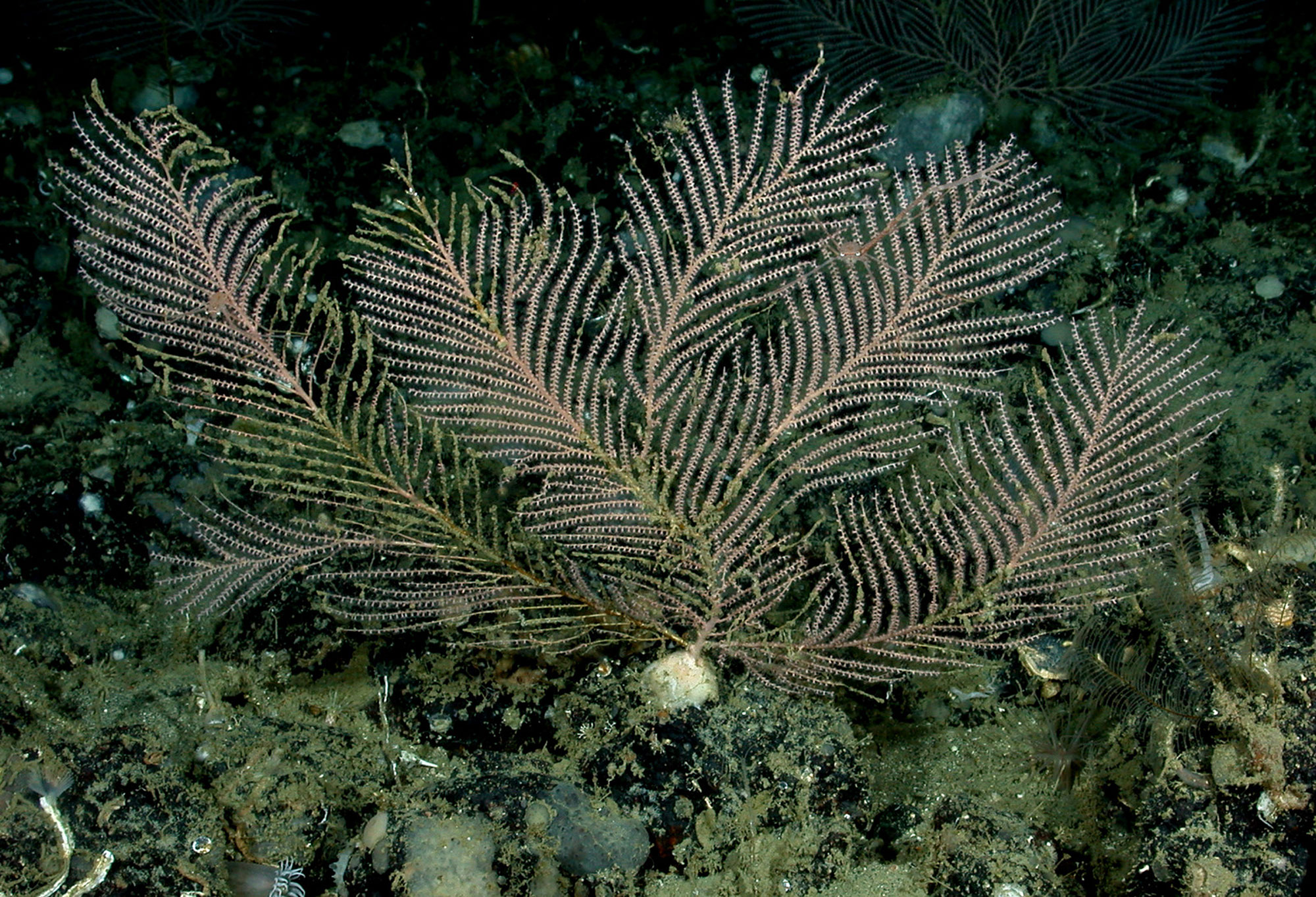
Plumarella pellucida

- Arntzia López-González, Gili & Orejas, 2002
- Arthrogorgia Kükenthal, 1908
- Australogorgia Cairns & Bayer, 2009
- Callogorgia Gray, 1858
- Callozostron Wright, 1885
- Calyptrophora Gray, 1866
- Candidella Bayer, 1954
- Convexella Bayer, 1996
- Dasystenella Versluys, 1906
- Dicholaphis Kinoshita, 1907
- Fannyella Gray, 1872
- Faxiella Zapata-Guardiola & López-González, 2012
- Helicoprimnoa Cairns, 2012
- Heptaprimnoa Cairns, 2012
- Loboprimnoa Cairns, 2016
- Macroprimnoa Cairns, 2018
- Metafannyella Cairns & Bayer, 2009
- Metanarella Cairns, 2012
- Microprimnoa Bayer & Stefani, 1989
- Mirostenella Bayer, 1988
- Narella Gray, 1870
- Narelloides Cairns, 2012
- Onogorgia Cairns & Bayer, 2009
- Ophidiogorgia Bayer, 1980
- Pachyprimnoa Cairns, 2016
- Paracalyptrophora Kinoshita, 1908
- Paranarella Cairns, 2007
- Parastenella Versluys, 1906
- Perissogorgia Bayer & Stefani, 1989
- Plumarella Gray, 1870
- Primnoa Lamouroux, 1812
- Primnocapsa Zapata-Guardiola & López-González, 2012
- Primnoeides Studer & Wright, 1887
- Primnoella Gray, 1858
- Pseudoplumarella Kükenthal, 1915
- Pterostenella Versluys, 1906
- Pyrogorgia Cairns & Bayer, 2009
- Scopaegorgia Zapata-Guardiola & López-González, 2010
- Tauroprimnoa Zapata-Guardiola & López-González, 2010
- Thouarella Gray, 1870
- Tokoprymno Bayer, 1996
- Verticillata Zapata-Guardiola, López-González & Gili, 2012